# Maindong Co
Maindong Co (kinesiska: Mandong Cuo, 曼冬错, Sipangu’er Hu, 斯潘古尔湖) är en sjö i Kina. Den ligger i den autonoma regionen Tibet, i den sydvästra delen av landet, omkring 1 200 kilometer väster om regionhuvudstaden Lhasa. Trakten runt Maindong Co är ofruktbar med lite eller ingen växtlighet.
Genomsnittlig årsnederbörd är 255 millimeter. Den regnigaste månaden är september, med i genomsnitt 50 mm nederbörd, och den torraste är maj, med 3 mm nederbörd.